# Fédération française de shogi
Pour les articles homonymes, voir FFS.
La Fédération française de shogi (FFS) est une association de droit local qui a pour objet la promotion du shōgi, jeu traditionnel japonais de la famille des échecs, sur le territoire français. Affiliée à la Fédération européenne de shogi (FESA), la FFS organise chaque année le championnat de France de shōgi.

## Historique
L'Association française de shōgi (AFS) a été fondée en 1982 sous le régime de la loi du 1er juillet 1901, sous l'impulsion de deux passionnés du jeu : John Hall et Santi Mauro. Son activité s'est principalement concentrée sur les deux noyaux actifs de l'époque, à Lille et à Paris.
En 1992, l'Association shōgi d'Alsace s'est créée pour assurer la promotion du shōgi dans l'est de la France.
En 2006, l'Association shōgi Paris a été fondée pour se concentrer sur l'activité parisienne.
Avec la création de ces différentes associations et l'apparition de petits noyaux de joueurs sur toute la France, le besoin de mettre en place une structure commune s'est manifesté.
La Fédération française de shōgi (FFS) a donc été fondée le 8 juillet 2006 sous le régime des associations de droit local (déclaration au tribunal de Colmar le 8 janvier 2007),.

## Organisation
La FFS compte 191 licenciés en avril 2023, pour la plupart adhérents des 11 clubs affiliés.
L'assemblée générale de la FFS, réunie une fois par an, est composée des représentants des clubs affiliés à la fédération. En général, cette assemblée générale est organisée en marge du championnat de France de shogi.
Le conseil d'administration, composé de 10 membres au maximum, est l'instance dirigeante dans le cadre des orientations définies en assemblée générale.
Le bureau fédéral, composé de 3 membres (président, trésorier, secrétaire), est l'organe exécutif chargé de la mise en application des décisions prises par le comité directeur, et de la gestion courante.
Le siège de la fédération se trouve à Jebsheim, près de Colmar.

## Clubs
- Association de jeunesse Franco-Japonaise Nantes (AJFJ)
- Association shogi Alsace (ASA)
- Association shogi Paris (ASP)
- Club d'échecs et de Shogi de Saint-Menoux (CESSM)
- Club de shogi Bisontin (CSB)
- Club de Shogi Grenoble (CSG)
- EDIL Bordeaux (EDIL)
- Epitanime (EA)
- Renmei Anjou Shogi (RAS)
- Shogiban du dragon Montpellier (ShDM)
- Shogi Dojo Lyon (SDL)

## Présidents de la FFS
- Fabien Osmont (2006-2012)
- Nicolas Wiel (2012)
- Luc André (2012-2014, par intérim de 2012 à 2013, officiellement de 2013 à 2014)
- Fabien Osmont (2014-2017)
- Erik Roeloffzen (saison 2017-2018)
- François Duffet (saison 2018-2019)
- Boris Peschet (2019-2021)
- Fabien Osmont (depuis décembre 2021)

## Compétitions

### Championnat de France
La FFS organise les compétitions nationales individuelles et par équipes.
- Championnat de France de shogi individuel depuis 2007 ;
- Championnat de France de shogi individuel féminin en 2012 ;
- Championnat de France de shogi individuel jeune en 2012 et 2013[8] ;
- Championnat de France de shogi par équipes en 2011, 2012 et 2013[9].

#### Champions de France (masculin individuel)
| Année | Ville           | Date     | Nombre de joueurs | 1e               | 2e                 | 3e                  | 4e                 |
| ----- | --------------- | -------- | ----------------- | ---------------- | ------------------ | ------------------- | ------------------ |
| 2025  | Nantes          | 19-20/04 | 32                | Clément Flahaut  | Victor Coirier     | Célestin Weimann    | Philippe Dovetta   |
| 2024  | Angers          | 20-21/04 | 47                | Guillaume Huwart | Manuel Tertre      | Anh Tuan Nguyen     | Christophe Weimann |
| 2023  | Besançon        | 4-5/03   | 50                | Quentin Bouillot | Clément Flahaut    | Frederik Wiethölter | Andy Marks         |
| 2022  | Saint-Menoux    | 16-17/04 | 26                | Philippe Dovetta | Christophe Weimann | Quentin Bouillot    | Andy Marks         |
| 2019  | Lyon            | 19/10    | 34                | Andy Marks       | Erik Roeloffzen    | Christophe Weimann  | Philippe Dovetta   |
| 2018  | Lyon            | 28/10    | 32                | Jean Fortin      | Andy Marks         | Anh Tuan Nguyen     | Philippe Dovetta   |
| 2017  | Besançon        | 10/09    | 20                | Adrien Banuls    | Éric Cheymol       | Nicolas Wiel        | Christophe Weimann |
| 2016  | Colmar          | 11/09    | 50                | Jean Fortin      | Anh Tuan Nguyen    | Nicolas Wiel        | Stéphane Launiau   |
| 2015  | Colmar          | 20/09    | 53                | Gilles Ruin      | Jean Fortin        | Christophe Weimann  | Nicolas Wiel       |
| 2014  | Colmar          | 05/10    | 49                | Jean Fortin      | Anh Tuan Nguyen    | Éric Cheymol        | Andy Marks         |
| 2013  | Nice            | 28/04    | 18                | Jean Fortin      | Éric Cheymol       | Anh Tuan Nguyen     | Adrien Levacic     |
| 2012  | Sartrouville    | 27/05    | 37                | Jean Fortin      | Éric Cheymol       | Adrien Levacic      | Fabrice Valet      |
| 2011  | Rochefort/Loire | 01/05    | 22                | Éric Cheymol     | Fabrice Valet      | Jean Fortin         | Anh Tuan Nguyen    |
| 2010  | Rueil-Malmaison |          | 17                | Éric Cheymol     | Anh Tuan Nguyen    | Jean Fortin         | Frédéric Pottier   |
| 2009  | Colmar          |          | 14                | Éric Cheymol     | Fabrice Valet      | Erwann Le Pelleter  | Denis Chassain     |
| 2008  | Obernai         | 25/05    | 15                | Éric Cheymol     | Frédéric Pottier   | Anh Tuan Nguyen     | Gilles Ruin        |
| 2007  | Paris           |          | 13                | Éric Cheymol     | Anh Tuan Nguyen    | Erwann Le Pelleter  | Christophe Weimann |

### Principaux tournois actuels
- Colmar Shogi Open, en général fin septembre/début octobre tous les ans depuis 1995 à Colmar (25ème édition en 2019, gagnant de l'édition 2016 Jean Fortin).
- Mémorial Frédéric Pottier, tous les ans depuis 2013 (4ème édition en 2017, n'a pas eu lieu en 2014) à Rueil-Malmaison.
- Shogibanizer, tous les ans en janvier/février depuis 2012 (édition 2017 annulée) à Besançon.
- Open de Monaco, tous les ans début août depuis 2014 à Monaco (troisième édition en 2016).

### Organisation de compétitions internationales
- Championnat d'Europe de shogi (European Shogi Championship / World Open Shogi Championship) 
  - du 20 juillet 2006 au 23 juillet 2006 à Kientzheim (68)[24];
  - du 27 juillet 2023 au 30 juillet 2023 à Strasbourg (67)[25].
- 5e International Shogi Forum (ISF, considéré comme le championnat du monde amateur) du 27 octobre 2011 au 30 octobre 2011 à Rueil-Malmaison[26],[27],[28]. Compétition triennale, c'était la première fois (et l'unique pour le moment) qu'elle était organisée hors du Japon. Le Français Jean Fortin a remporté cette édition.
- Les Internationaux de biathlon shôgi-échecs organisés dans le cadre de Marseille-Provence 2013. Le tournoi était composé de 5 rondes d'échecs et de 5 rondes de shogi et a vu la participation des grands-maîtres internationaux d'échecs Christian Bauer, Yannick Pelletier et Manuel Apicella, ainsi que de la joueuse de shôgi professionnelle Madoka Kitao et du triple champion d'Europe de shôgi Jean Fortin[29]. Le tournoi a été remporté par Yannick Pelletier devant Jean Fortin[30].

### Statistiques
En se basant sur le site de la FESA, voici les données concernant le nombre de tournois organisés en France depuis 2000.
Le graphique qui aurait dû être présenté ici ne peut pas être affiché car il utilise l'ancienne extension Graph, désactivée pour des questions de sécurité. Des indications pour créer un nouveau graphique avec la nouvelle extension Chart sont disponibles ici.

## Publications
- L'Association française de shogi (AFS) a édité la Revue française de Shogi pendant les années 1990.
- La Fédération française de shogi a édité la revue La Lettre du shogi (4 numéros, de 24 à 68 pages) en 2012[31].
- Shikenbisha, Paris, JePublie, 2007, 170 pages  (ISBN 978-2-9530536-0-9). Il s'agit d'une traduction (améliorée) d'un ouvrage en allemand, réalisée par Fabien Osmont pour le compte de la FFS.
- Ouvrage collectif, Shogi, l'art des échecs japonais, Paris, Éditions Praxéo, 2009, 416 pages  (ISBN 978-2952047258). Huit membres de la FFS ont participé à l'écriture de cet ouvrage de référence.
- Nicolas Wiel et la Fédération française de shogi, Problèmes de mat des échecs japonais, CreateSpace Independent Publishing Platform, 24 août 2012, 304 pages  (ISBN 978-1479174164).
- Chaque tome du manga Kings of Shogi contient un petit dossier réalisé par la Fabien Osmont (FFS).
- Le manga March Comes in like a Lion contient des chroniques signées Manabu Senzaki (9ème dan).
- Le livre de Florent Gorges Shôgi, Initiation aux échecs japonais (Omaké Books, 2016) est préfacé par Fabien Osmont.
- Chaque tome du manga A quoi tu joues, Ayumu ? contient un petit dossier réalisé par Fabien Osmont (FFS).